# Noqui
Noqui est une ville et une municipalité angolaise de la province du Zaïre.

## Géographie
Elle est située sur la rive gauche du Congo, à quelque 150 km de son embouchure, et est adjacente à la ville de Matadi en République démocratique du Congo (RDC). En raison de l'absence de routes vers les autres villes de la province, elle est majoritairement tournée vers la RDC.
La municipalité s'étend sur 5 275 km2 et est divisée en trois communes: Lufico, Mpala et Noqui.

## Population
En 2014, la population de la municipalité de Noqui est estimée à 45 000 habitants.

## Économie
La culture des agrumes et la pêche artisanale dans le Congo sont les secteurs économiques qui se détachent dans la municipalité de Noqui.